# Тур (Марказі)
Тур (перс. طور) — село в Ірані, у дегестані Сарук, у бахші Сарук, шагрестані Фараган остану Марказі. За даними перепису 2006 року, його населення становило 845 осіб, що проживали у складі 212 сімей.

## Клімат
Середня річна температура становить 11,35°C, середня максимальна – 30,54°C, а середня мінімальна – -10,30°C. Середня річна кількість опадів – 270 мм.
| Клімат поселення                              | Клімат поселення | Клімат поселення | Клімат поселення | Клімат поселення | Клімат поселення | Клімат поселення | Клімат поселення | Клімат поселення | Клімат поселення | Клімат поселення | Клімат поселення | Клімат поселення | Клімат поселення |
| Показник                                      | Січ.             | Лют.             | Бер.             | Квіт.            | Трав.            | Черв.            | Лип.             | Серп.            | Вер.             | Жовт.            | Лист.            | Груд.            |                  |
| Середній максимум, °C                         | 5,68             | 7,37             | 11,71            | 18,03            | 23,17            | 28,85            | 30,54            | 30,26            | 25,39            | 19,03            | 12,13            | 6,59             |                  |
| Середня температура, °C                       | −2,31            | −0,61            | 3,71             | 10,05            | 15,18            | 20,86            | 24,78            | 24,50            | 19,63            | 13,27            | 6,35             | 0,83             |                  |
| Середній мінімум, °C                          | −10,3            | −8,6             | −4,27            | 2,05             | 7,18             | 12,86            | 19,02            | 18,74            | 13,87            | 7,51             | 0,59             | −4,93            |                  |
| Норма опадів, мм                              | 40               | 36               | 48               | 35               | 34               | 6                | 1                | 1                | 0                | 8                | 24               | 37               |                  |
| Середньомісячна швидкість вітру, м/с          | 2.00             | 2.25             | 2.87             | 2.80             | 2.82             | 2.43             | 2.42             | 2.34             | 2.16             | 2.16             | 1.80             | 1.45             |                  |
| Середньомісячна сонячна радіація, кДж/м²·день | 8925             | 12175            | 14832            | 18313            | 22154            | 26938            | 25970            | 24045            | 21062            | 15525            | 10891            | 8914             |                  |
| --------------------------------------------- | ---------------- | ---------------- | ---------------- | ---------------- | ---------------- | ---------------- | ---------------- | ---------------- | ---------------- | ---------------- | ---------------- | ---------------- | ---------------- |
| Джерело:                                      |                  |                  |                  |                  |                  |                  |                  |                  |                  |                  |                  |                  |                  |